# 분해 증명
논리학에서 분해 증명(Resolution) 혹은 분해법이란 증명의 방법론 중의 하나이다. 1965년에 미국의 존 앨런 로빈슨(John Alan Robinson)이 공식적으로 제안하였다. 이것은 어떤 두 명제가 논리합으로 이어져 있을 때 다른 명제를 도입하여 증명하는 방법이다. 형식적으로 볼 때, 이는 추이 법칙 혹은 삼단논법의 일반화로 볼 수 있다.

## 공식화
논리적 기호와 연결사들을 이용하면, 분해 증명은 다음과 같이 표현될 수 있다.
- [(P OR R) AND (NOT R OR Q)] ⇒ (P OR Q)

이 진술이 타당함은 진리표 등을 이용해 보일 수 있다. 여기서는 귀류법과 양도 논법을 사용해서 증명해 보자. 결론을 부정해서 P도 Q도 거짓이라고 가정한다. 이때 만약 R이 참이라면 NOT R이 거짓이므로 (NOT R OR Q)이 거짓이고, R이 거짓이라면 (P OR R)이 거짓이 된다. 어느 쪽도 좌변은 거짓이 되므로, 이는 모순이다. 따라서 원 명제는 참이다.
이 증명 방법을 이용하는 방법은 다음과 같다. 먼저 증명하고자 하는 명제 (P OR Q)를 고른다. 그러고 나서, 적절한 명제 R을 찾아내어서 좌변의 명제 조건이 만족됨을 보인다. 그러면 원론적으로 증명이 종료된다.

## 증명의 기법
그러나 이 논법을 증명에 막상 응용하려 할 때는 막연하여 쓸모가 없는 것처럼 보일 수 있는데, 좌변의 형식에서 P와 NOT R 혹은 R과 Q의 두 쌍 중 하나의 쌍에 속하는 명제들이 동시에 참임을 보여야 하기 때문이다. 그러므로, 이 조건을 실제적으로 응용하기 위하여 많은 경우 양도 논법과 결합하여 사용하는 것이 현실적이다. 새로운 명제 S를 도입하여,
- (S → (P AND NOT R)) AND (NOT S → (R AND Q))

의 논리식을 도출할 수 있는데, 이 식은 위 식의 좌변을 함의한다. 이 역시 귀류법으로 증명할 수 있다. 만약 위 식의 좌변이 참이 아니라면, P와 NOT R 혹은 R과 Q의 두 쌍의 명제들은 결코 동시에 참이 될 수 없다. 따라서, 새로운 식의 AND 양쪽 가언문의 후건들은 모두 거짓이 된다. 그런데 S와 NOT S 중 하나는 항상 참이므로 전체 문장은 결코 참일 수 없다.
이로부터, 삼단논법에 의하여
- [(S → (P AND NOT R)) AND (NOT S → (R AND Q))] ⇒ (P OR Q)

의 결론을 얻는다.

## 응용
이 방법을 이용하여 실제로 명제를 하나 증명해 보자. 우선 다음과 같은 상황을 가정한다.
- 철수는 먹으면 반드시 10시간 후에 죽는 농약을 치사량만큼 먹었다.

이제 증명할 명제는,
- 철수가 오늘 죽거나(P) 내일 죽는다.(Q)

라는 것이다. 먼저 상황 조건으로부터 다음과 같은 명제를 얻는다.
- 철수는 농약을 먹은 지 10시간 후에 반드시 죽는다.

그리고, 다음과 같은 명제를 양도 논법의 전건으로 가정하자.
- 철수가 농약을 먹은 시간이 14시 이전이다.(S)

이 때 소거할 명제 R을 NOT S로 놓고 위의 양도 논법과 결합한 형식을 사용하면, 증명이 끝난다.

## 삼단 논법의 유도
P의 자리에 NOT P라는 명제를 대입하고 나서, 다음의 논리식을 이용하면,
- NOT P OR Q = P → Q

분해 증명을 삼단 논법 형식으로 전환시킬 수 있다.

## 같이 보기
- 귀류법
- 귀납법
- 연역법
- 추론

## 참고 문헌
- Richard Johnsonbaugh, 『이산수학』, 한티미디어, 2008